# 松田洋子
松田 洋子（まつだ ひろこ、1964年8月5日 - ）は、日本の漫画家。大阪府生まれ、広島県福山市出身。女性。

## 経歴
1964年8月5日、大阪にて誕生。親が事業に失敗したため、5歳で福山市へ転居。高校卒業後に上京。
20歳で結婚するも、10年後に離婚（なお、元夫は漫画家だった）。生活のため、漫画家になることを志す。講談社の『モーニング』誌に持ち込んだ作品が第27回「ちばてつや賞」一般部門の大賞に選ばれた。同じ第27回ちばてつや賞では安田弘之が準大賞に選ばれている。受賞作だった『薫の秘話』で1995年、デビューを果たす。扶桑社の『SPA!』誌上にて連載した『秘密の花園結社リスペクター』では、多数の著名人を俎上に載せた「リスペクト」という名の誉め殺しで話題を呼んだ。
2000年12月、未発表作品『お散歩』を収めた『薫の秘話』新装版が河出書房新社から刊行。講談社版では修正されていた台詞が連載時のまま収録されている。
2007年、『赤い文化住宅の初子』が東亜優主演、タナダユキ監督で映画化された。2013年、『ママゴト』で日本漫画家協会賞優秀賞受賞。

## 作品リスト
- 『薫の秘話』（1996年、講談社。全2巻（現在絶版）。ISBN 4-06-300166-0）
  - 薫の秘話（2000年、河出書房新社。愛蔵版として再版（絶版）。ISBN 4-309-26447-6）
  - 薫の秘話（2010年、エンターブレイン。復活版として再版。新作書き下ろし収録　ISBN 4-04-726468-7）
- 『秘密の花園結社リスペクター』（1999年、扶桑社。全2巻（現在絶版）。ISBN 4-594-02785-7）
- 『人生カチカチ山 女の幸せ探して三千里』（2001年、角川書店。ISBN 4-04-853412-2）
- 『赤い文化住宅の初子』（2003年、太田出版。ISBN 4-87233-763-8）
- 『まほおつかいミミッチ』（2004年、月刊IKKI（小学館）。全3巻　ISBN 4-09-188521-7）　※読切　『お母さんといっそ』（週刊モーニング新マグナム増刊収録）
- 『相羽奈美の犬』 (2009年、ぶんか社。ISBN 978-4-8211-8803-1)
  - 相羽奈美の犬（全）（2012年、エンターブレイン・「コミックビーム」 ISBN 978-4-04-728575-0)　※未収録だった2巻分と併せて全話収録
- 『ママゴト』(2011年、 エンターブレイン。全3巻　ISBN 978-4-04-727473-0)
- 『好きだけじゃ続かない』(2014年、 エンターブレイン。　ISBN 978-4-04-729725-8)　※『平凡なヨウコちゃん』(「本人」連載作)、『青空必携1982』『ビックリハウス・ゲイトウェイ』(「ユリイカ」掲載作)を収録。
- 『私を連れて逃げて、お願い。』(2015年、 エンターブレイン。全3巻 ISBN 978-4-04-730161-0)
- 『大人スキップ』 (2017)KADOKAWA。全2巻
- 『あなたに捧げる私のごはん』（幻冬舎コミックス、2019年、ISBN 978-4-344-84377-6）
  - 『あなたに捧げる私のごはん シングルマザー編』（幻冬舎コミックス、2021年、ISBN 978-4-344-84848-1）
- 『父のなくしもの』（2019年7月12日、KADOKAWA、ISBN 978-4-04-735686-3）

### 単行本未収録作品
- 派遣アイドル 安藤まりな（2009年、漫'sプレイボーイ　集英社）
- いつかのスミカ（2013年、YOU 2013年7月号　集英社　ASIN B00D486SPG）

### 共著
- 中村うさぎの四字熟誤：著者　中村うさぎ・松田洋子（2004年、講談社。ISBN 4-06-274792-8）
- こんな自分と仲良くしたい そんなあんたと仲良くしない：著者　町山広美・松田洋子（2004年、ミリオン出版。ISBN 4-8130-2024-0）

### その他
- ハワイ挙式絶対成功スーパーテク!―達人にしてあげる　：　著者　三国理恵（2001年、東邦出版。表紙とマンガ部分を執筆　ISBN 4-8094-0232-0）
- 猫不可（2006年、猫本（KCDX（講談社）に収録　ISBN 4-06-372145-0）
- 青い猫（2008年、猫本2（KCDX（講談社）に収録）　ISBN 978-4-06-375484-1）
- あまちゃんファンブック おら、「あまちゃん」が大好きだ!(2013年、 扶桑社　ISBN 978-4-594-06902-5) ※「ファイナル勉さん」収録